# FK Olimpik Sarajevo
FK Olimpik Sarajevo is een voetbalclub uit de Sarajevo,  Bosnië en Herzegovina.
De club werd in 1993 opgericht en nam een jaar later voor het eerst deel aan de competitie die verdeeld was in verschillende zones, Olimpic werd derde in de Tuzla-groep en plaatste zich niet voor de play-offs. Het volgende seizoen was er één competitie, wel enkel toegankelijk voor moslim-clubs en daar werd Olimpic voorlaatste en degradeerde de club. Na één seizoen keerde de club terug maar kon niet standhouden in de hoogste klasse. De volgende twee seizoenen eindigden ze als vierde en in 2000 als vijfde, toch promoveerde de club dat jaar, de eerste klasse fusioneerde met de Kroatische clubs uit de Herzeg-Bosnië-liga. Dit keer kon de club zich handhaven en werd veertiende (de nummers 15 tot 22 degradeerden dat jaar). Het volgende seizoen werd de club dertiende maar moest toch degraderen omdat het seizoen erop de clubs uit de Servische Republiek in de competitie werden ingevoegd.
Het seizoen 2003/04 eindigde rampzalig voor de club en Olimpic degradeerde voor de tweede keer op rij. Na één seizoen keerde de club terug maar in 2006 werd de club opnieuw naar de derde klasse verwezen. Daarna ging het opnieuw bergop en in 2009 promoveerde de club weer naar de hoogste klasse. In het eerste seizoen werd de club zesde. De volgden drie jaar werd de club vijfde. In 2015 won de club de beker en mocht daardoor deelnemen aan de voorronde van de Europa League, waar ze verloren vanwege de uitdoelpuntregel tegen het Slovaakse Spartak Trnava. In 2017 degradeerde de club maar keerde in 2020 terug op het hoogste niveau.

## Erelijst
Bosnische voetbalbeker
Winnaar in 2015

## Olimpik in Europa
#Q = #kwalificatieronde, T/U = Thuis/Uit, W = Wedstrijd, PUC = punten UEFA coëfficiënten .
Uitslagen vanuit gezichtspunt FK Olimpik
| Seizoen | Competitie    | Ronde | Land               | Club           | Totaalscore | 1e W    | 2e W    | PUC |
| ------- | ------------- | ----- | ------------------ | -------------- | ----------- | ------- | ------- | --- |
| 2015/16 | Europa League | 1Q    | Vlag van Slowakije | Spartak Trnava | 1-1 u       | 1-1 (T) | 0-0 (U) | 1.0 |

## Bekende (oud-)spelers
- Muhamed Subašić

Borac Banja Luka · 
GOŠK Gabela · 
Igman ·
Posušje · 
Radnik Bijeljina · 
Sarajevo · 
Široki Brijeg · 
Sloboda Tuzla ·
Sloga Doboj ·
Velež Mostar ·
Zeljeznicar Sarajevo · 
Zrinjski Mostar ·